# Insígnias rúnicas da Schutzstaffel
As insígnias rúnicas da Schutzstaffel (conhecida em alemão como SS-Runen) foram usadas em bandeiras, uniformes e outros itens da Schutzstaffel (SS) da década de 1920 até 1945 como símbolos de vários aspectos da ideologia nazista e do misticismo germânico. Eles também representavam virtudes vistas como desejáveis nos membros da SS, e eram baseados nas runas Armanen do místico völkisch Guido von List, que ele vagamente baseou nos alfabetos rúnicos históricos. As runas da SS são comumente usadas por neonazistas.

## Runas usadas pela SS
| Runa                                   | Nome              | Significado                             | Observações |
| The double-sig rune insignia of the SS | doppelte Siegrune | Vitória ou Schutzstaffel                | A runa sig (ou Siegrune) simbolizava vitória (sieg). Em sua forma original como runa "ᛋ" do Futhark recente, ela representava o sol; entretanto, von List reinterpretou-a como um sinal de vitória quando compilou sua lista de "runas Armanen" . Foi adaptada ao emblema da SS em 1933 por Walter Heck, um Sturmhauptführer da SS que trabalhou como designer gráfico para Ferdinand Hoffstatter, um produtor de emblemas e insígnias em Bonn. O dispositivo simples mas marcante de Heck consistia em duas runas sig desenhadas lado a lado como raios quee foi logo adotado por todos os ramos da SS — embora o próprio Heck tenha recebido apenas um pagamento simbólico de 2,5 Reichsmarks por seu trabalho. O dispositivo tinha um duplo significado; além de representar as iniciais da SS, ele podia ser lido como um grito de guerra de "Vitória, Vitória! O símbolo tornou-se tão onipresente que era frequentemente digitado usando runas (ϟϟ) em vez de letras (SS); durante o período nazista, uma tecla extra foi adicionada às máquinas de escrever alemãs para que elas pudessem digitar o logotipo de dois dígitos com um único toque de tecla. |
|                                        | Eif               | Zelo/entusiasmo                         | A runa Eif é uma versão rotacionada e refletida do ᛇ ou runa Eihwaz. Durante os primeiros anos da SS, foi utilizada pelos ajudantes pessoais de Hitler, tais como Rudolf Hess. |
|                                        | Ger               | Espírito comunitário                    | A runa Ger foi usada para simbolizar o ideal comunitário da SS. A 11.ª Divisão Panzergrenadier de Voluntários SS Nordland, uma unidade da Waffen-SS, adotou a runa como uma variante de sua insígnia divisional. |
|                                        | Hagal             | Fé no nazismo                           | A runa Armanen Hagal foi amplamente utilizada na SS por sua representação simbólica de "fé inabalável" na filosofia nazista, como disse Himmler. Era usada em casamentos da SS, bem como no SS-Ehrenring usado pelos membros da SS. A runa também foi usada como insígnia de divisão da 6.ª Divisão SS de Montanha Nord. É mais ou menos semelhante ao ᚼ ou runa Haglaz do Futhark recente, que significava "hail", mas foi modificado por von List para suas runas Armanen. List considerou-a como sendo a "runa mãe" de seu alfabeto rúnico e a considerou como uma representação de um cristal hexagonal. |
|                                        | Leben             | Vida                                    | A Lebensrune ou "runa da vida" foi baseada na runa Algiz e foi utilizada pela Lebensborn e. V., o órgão da SS responsável pelo programa Lebensborn que apoiou as "famílias de valor racial, biológico e hereditário" dos membros da SS e outros "arianos". Esta interpretação da runa "homem" não é baseada em List, mas ocorre já nos anos 20 na literatura do misticismo germânico e passou a ser amplamente utilizado dentro do NSDAP e da Alemanha Nazista, por exemplo, em prescrições oficiais para os vários uniformes da Sturmabteilung. A runa Yr passou a ser vista como a "runa da vida" invertida e interpretada como "runa da morte" (Todesrune) durante a era da Segunda Guerra Mundial, essas duas runas (ᛉ para "nascido", ᛦ para "morto") passaram a ser usadas em obituários e em lápides como marcando datas de nascimento e morte , substituindo os símbolos de asterisco e cruz (* para "nascido", † para "morto") convencionalmente usados neste contexto na Alemanha. |
|                                        | Odal              | Parentesco, família e unidade de sangue | A runa Odal simbolizava vários valores que eram de importância central para a ideologia nazista. Foi adotada da runa ᛟ do Futhark antigo. Durante a Segunda Guerra Mundial foi utilizada pela 7.ª Divisão Voluntária de Montanha SS Prinz Eugen e pela 23.ª Divisão de Granadeiros Waffen SS Nederland, bem como pela Rasse- und Siedlungshauptamt der SS, que era responsável pela manutenção da pureza racial da SS. |
|                                        | Opfer             | Sacrifício                              | O uso da runa Opfer — que, como a runa Eif, é uma versão rotacionada da ᛇ ou runa Eihwaz — precedeu os nazistas, pois foi adotada pela primeira vez após 1918 pelo movimento dos veteranos de guerra Der Stahlhelm que acabou se fundindo com a Sturmabteilung (SA) nazista. O símbolo foi adotado pelos nazistas depois de 1923 para homenagear os membros do partido que morreram no fracassado Putsch da Cervejaria de Hitler. |
|                                        | Tod               | Morte                                   | A Todesrune é a versão invertida da Lebensrune ou "runa da vida". Foi baseado no ᛦ ou na runa Yr, que originalmente significava "teixo". Foi usada pela SS para representar a morte em documentos e marcadores de túmulos no lugar do símbolo mais convencional † usado para tais fins. |
|                                        | Tyr               | Liderança em batalha                    | A runa Tyr seguiu o design da runa Tiwaz ou ᛏ, cujo nome vem de Týr, o deus do combate único, da vitória e da glória heroica na mitologia nórdica. Sua associação com a guerra fez com que a SS pensasse nela como a "Kampf" ou runa de batalha, simbolizando a liderança militar. A SS a utilizava comumente no lugar da cruz cristã nas lápides de seus membros. Ela também era usada pelos graduados da SA Reichsführerschule, que treinaram oficiais da SS até 1934; eles a usavam em seus braços superiores esquerdos. Foi adotado como emblema pela 32.ª Divisão de Granadeiros Voluntários SS 30 de Janeiro, que foi reunida pelos membros das escolas SS em janeiro de 1945, assim como pelo Departamento de Recrutamento e Treinamento da SS. |

## Outros símbolos esotéricos utilizados pela SS
Além das runas Armanen de List, a SS usou vários outros símbolos esotéricos. Estes incluíram:
| Símbolo | Nome         | Significado               | Observações |
|         | Wolfsangel   | Liberdade e independência | O Wolfsangel foi usado como um símbolo heráldico alusivo a uma armadilha para lobos, e ainda é encontrado nos brasões municipais de várias cidades alemãs. Foi adotado por uma revolta camponesa do século XV, adquirindo assim uma associação com liberdade e independência. O Partido Nazista adotou o símbolo durante seus primeiros anos e posteriormente foi amplamente utilizado pela SS, inclusive por unidades como a 2.ª Divisão SS Das Reich. Uma variante da Wolfsangel foi utilizada pela Weer Afdeelingen, a ala paramilitar do Movimento Nacional Socialista nos Países Baixos e pela 34.ª Divisão de Granadeiros Voluntários SS Landstorm Nederland, que foi criada pelos nazistas holandeses e pela 4.ª Divisão SS Polizei. |
|         | Heilszeichen | Prosperidade              | Os símbolos Heilszeichen apareceram no anel SS-Ehrenring da SS e foram usados para simbolizar a boa sorte e o sucesso. |